# Slaget vid Visby
Slaget vid Visby, även känt som slaget vid Korsbetningen, var ett avgörande fältslag under Valdemar Atterdags invasion av Gotland. Slaget stod den 27 juli 1361 mellan en dansk armé på drygt 2 000 man, under kung Valdemar Atterdag, och ett ungefär lika starkt bondeuppbåd, vid Visby ringmur. De professionella danska soldaterna besegrade grundligt de dåligt utrustade bönderna och tågade två dagar senare in i Visby.
Slaget är särskilt känt i dag på grund av de avsevärda fynd av mänskliga kvarlevor och rustningar som senare gjorts på platsen. När de massgravar som anlades på slagfältet grävdes ut i början av 1900-talet var det en mindre sensation, då de gravlagda inte hade klätts av och därför fortfarande bar ringbrynjor och andra rustningar.
På platsen står ett minneskors som restes några år efter slaget. Benämningen Korsbetningen ger en upplysning om att ängarna här vid korset har använts som bete för stadsborgarnas boskap. Marken ägdes av Solberga kloster som låg strax intill, där nunnorna bland annat hade sin kyrkogård.

## Upptakten till slaget
Efter att ha erövrat Skånelandskapen från Sverige riktade Valdemar Atterdag under våren 1361 sin uppmärksamhet åt Öland och Gotland. I juli samma år avseglade Valdemar personligen från Själland med en flotta med målsättningen att inta Öland. Ön erövrades sedan efter ett kort fälttåg, varpå Valdemar vände sig mot Gotland.
Den svenske kungen Magnus Eriksson fick tidigt kunskap om danskarnas planer och sände flera brev till gotlänningarna, i vilka han varskodde dem om ett förestående anfall. Den 22 juli landsteg Valdemar på Gotland med en här på cirka 2 500 man. Den exakta platsen för landstigningen är inte längre känd, men det kan röra sig om antingen Vivesholm vid Klintehamn eller Kronvalds fiskeläge på öns västra sida. Det är troligt att danskarna stötte på motstånd redan vid stranden, men att detta kastades tillbaka ganska snabbt. Totalt kunde gutarna ställa upp en styrka på drygt 5 000 man, men hela styrkan hann sannolikt inte samlas innan danskarna kommit iland.
Det första riktiga slaget mellan gotlandsbönderna och Valdemars armé stod tre dagar senare vid Fjäle myr, nära Mästerby, där uppemot 1 500 gutar hade förskansat sig efter att ha rivit den strategiskt viktiga bron över Sudertingsån. Enligt en del källor ska danskarna först ha angripit gutarnas front men stöt på hårdare motstånd än väntat, och istället försökt sig på en kringgående rörelse över myren. Den danska manövern lyckades och i den följande striden dödades större delen av försvararna.
Segern vid Fjäle myr innebar att vägen till Visby låg öppen för Valdemars armé. Gutarna hade nu inget annat val än att dra sig tillbaka till staden för att där utkämpa det avgörande slaget. Redan tidigare hade förhandlingar ägt rum mellan representanter för den gotländska allmogen och Visbys borgare om ett gemensamt försvar mot danskarna. Visbyborna ska dock ha visat sig ovilliga till ett samarbete med bönderna, sannolikt på grund av att staden inte var redo för strid. Magasinen i Visby hade ännu inte blivit påfyllda med årets skörd och om gutarna ämnade ta ställning bakom ringmuren hade förråden förmodligen bara räckt för en dryg veckas belägring. Gutarna å sin sida fruktade att en inryckning i Visby skulle blottlägga landsbygden för danska plundringståg, varför man beslöt sig att möta fienden utanför stadsmurarna.

## De stridande styrkorna

### Bondeuppbådet
Bondehären som tagit ställning vid staden bestod av drygt 2 000 man. Man var således något överlägsen motståndarna i antal, men i regel var gutarnas utrustning sämre. De förmögnaste bland bönderna var dock relativt välutrustade med vältillverkade rustningar och vapen. Huvuddelen av gutarna hade dock fått nöja sig med ålderdomliga rustningar, och vapen som i många fall var antika. De sämst utrustade i uppbådet, ungdomarna och åldringarna i reserverna, hade ingen rustning alls och var enbart beväpnade med enklare klubbor och arbetsyxor.
Åldersfördelningen i bondehären är ett ämne som ofta har debatterats. Enligt den muntliga traditionen, och viss äldre historieskrivning, skall barn och minderåriga ha deltagit i slaget. Detta påstående avvisas emellertid av modern forskning. Enligt de senaste undersökningarna var de yngsta deltagarna i slaget omkring 16 år gamla och hade uppfattats som myndiga enligt medeltida lagstiftning.
Enligt uppskattningar gjorda av den svenske arkeologen Bengt Thordeman, som själv undersökt de döda massgravarna, hade den gutniska hären följande åldersfördelning:
| Ålder             | Andel |
| ----------------- | ----- |
| 20 år eller yngre | 22%   |
| 22-55 år          | 64%   |
| 55 och äldre      | 14%   |

Källa
Denna tolkning har dock kritiserats av gotländska skribenter.
Bortsett från eventuella under/överåriga deltagare, har arkeologiska undersökningar visat att delar av den gotländska slaglinjen hölls av personer som var illa lämpade för krigstjänst. Även om huvuddelen av gutarna kunde anses som kapabla kämpar var flera av dem mer eller mindre handikappade och led bland annat av hälta, stela leder eller puckelrygg. Under utgrävningar som gjordes på slagfältet under 1940-talet karaktäriserade Thordeman dessa delar av bondehären som: ”ur fysisk synpunkt mindervärdigt människomaterial”.

### De danska trupperna
Valdemars armé räknade mellan 1 800 och 2 000 man och bestod huvudsakligen av värvade tyska legosoldater. De var något underlägsna gutarna i antal, men detta uppvägdes av att manskapet var bättre utrustat och tränat. Man vet inte med säkerhet hur stor andel av den danska armén som utgjordes av kavalleri. Det är troligt att Valdemar och hans närmaste män var beridna, och det är möjligt att riddare till häst deltog i slaget. Transporter av hästar på dåtida segelfartyg var dock ett besvärligt företag, varför huvuddelen av de danska trupperna förmodligen stred till fots.

## Slaget
Det finns mycket lite konkret information om hur slaget egentligen utspelade sig. Varken danska, svenska eller neutrala källor ger en samlad bild av striderna. Av de fåtal källor som finns har forskarna lyckats lägga ihop följande skeende.
Den gutniska hären ställdes upp mellan Ringmurens södra port och Solberga kloster, med högerflygeln stödd mot stadsmuren och den vänstra mot klostret. Fronten var skyddad av en timerbarrikad, medan en vagnborg hade uppförts för att säkra ställningens rygg. Den gotländska ledningen hade förmodligen tänkt sig att de egna armborstskyttarna först skulle mjuka upp den danska linjen med sina pilar, så att det tyngre infanteriet sedan skulle gå till motanfall och bryta den danska armén.
Slaget inleddes med att de danska armborstskyttarna avlossade salvor av pilar mot de gutniska ställningarna. De första salvorna beräknas ha åstadkommit uppemot 25% förluster i bondeleden. Pilregnet besvarades sannolikt från gotländskt håll, dock utan större effekt. Ungefär samtidigt träffades bönderna av ytterligare pilar från Solberga kloster. Danska knektar hade tidigare intagit byggnaden och besköt gutarna från sidan. Detta skapade sannolikt förvirring i de gotländska leden och ledde till att stridsmoralen började luckras upp.
Ställningskriget pågick sedan under en dryg halvtimmes tid och avslutades först med att danskarna gick till anfall. Anfallet skedde rakt framifrån och urartade snart i våldsamma närstrider. I detta ögonblick började sannolikt den gotländska linjen att ge vika. Många bönder greps troligtvis av panik och flydde, men blev trots detta nedhuggna av de framryckande danskarna. De danska trupperna visade ingen pardon. Då bönderna varken var yrkessoldater eller medlemmar av riddarståndet omfattades de inte av dåtidens krigslagar. Det finns heller ingenting som tyder på att danskarna tog några krigsfångar.
Enligt vissa källor ska blodet från de många stupade ha runnit ner under stadsportarna och in i Visby stad. Trots att enskilda bönder försökte ta sig in i staden, förblev Visbys portar stängda under drabbningen. Stadsvakten och vissa av borgarna beskådade sannolikt slaget från muren. Mindre styrkor kan eventuellt ha gjort utfall för att bistå bönderna, men utan att det fick någon betydelse för utgången av striden.

## Följder
Då slaget var över låg nära 2 000 av de stridande kvar på fältet. Av dessa var ungefär 1 700-1 800 gotländska bönder. Vissa forskare räknar med att upp till en fjärdedel av Gotlands manliga befolkning tillintetgjordes. De danska förlusterna var betydligt mindre och uppgick till drygt 300 döda.

### Visbys dagtingan

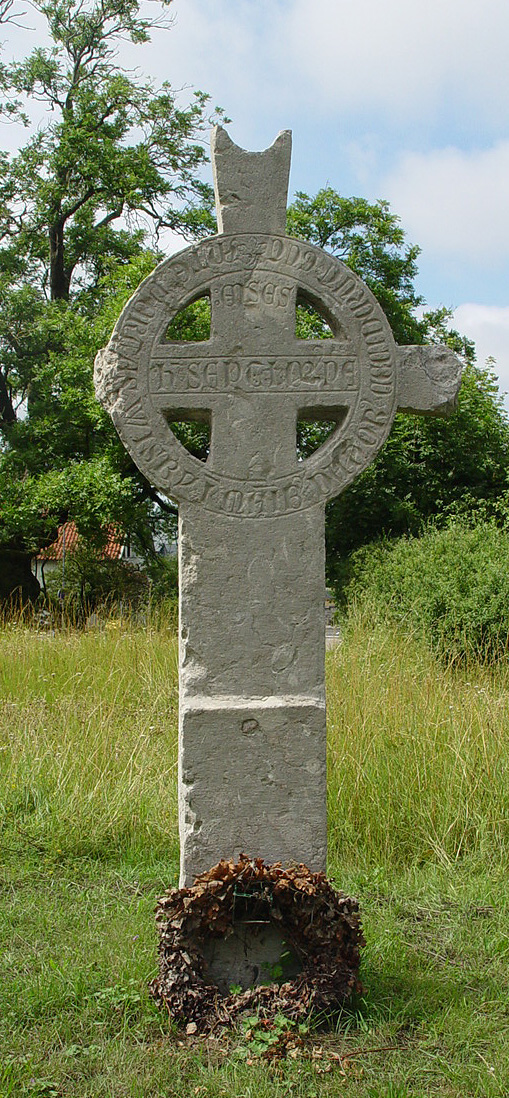
Valdemarskorset på slagfältet vid Korsbetningen i Solberga. Korsets latinska inskription lyder i svensk översättning "I Herrens år 1361, den 27. juli, föllo framför Visby portar, i danskarnas händer, de här begravda gutarna. Bed för dem."

Någon plundring av Visby ägde förmodligen inte rum. I brev daterade till en kort tid efter händelserna, sända från Hansans män i staden till deras överordnade i Lübeck, vittnas det om att Gotland erövrats av danskarna men att  köpmännens varulager lämnats orörda. Det är omtvistat om staden brandskattades, men borgarna tvingades i varje fall betala en mindre penningsumma och erkänna Valdemar som Gotlands  härskare. I gengäld bekräftades kungen stadens och borgarnas tidigare privilegier och gav dem samma rättigheter som borgare i Danmark. Det är troligt att danskarna var särskilt måna om att gå varsamt fram för att inte riskera en konflikt med Hansan.
Enligt en muntlig tradition skulle danskarna efter slaget ha genomfört en månadslång plundring av den gotländska landsbygden. En del menar att denna skulle ha lett  till en utbredd ekonomisk depression som bl.a. påverkade kyrkobyggandet på ön, medan andra avfärdar en sådan teori. Ett bevis som ofta hänvisas till är en latinsk inskrift i Fide kyrka på södra Gotland, daterad till 1361, som i svensk översättning lyder: “Bränd är gården, människor skriker i smärta, slagna under svärdet”.

## Samtida beskrivningar av slaget
| ”                                                              | I Kristi år 1361 då samlade K. Valdemar af Danemark en stor här och sade att han ville föra den dit der silfver och guld funnes tillräckligt, der svinen äta ur silfvertråg, och förde dem till Gotland och slog der många riddare på landet och dödade alltför mycket folk, emedan bönderna voro obeväpnade och ovana med strid. Han tågade för staden Visby; de tågade honom till mötes ut ur staden och gåfvo sig i konungens nåd, emedan de sågo väl, att der icke var något motstånd. Sålunda fick han det landet och tog af borgarena stora gärder i guld och silfver och drog sin färde. | „ |
| – Lektor Dettmar vid Vid S:ta Catharina kloster i Lübeck, 1385 | |   |

| ”                                       | År 1361 kom Valdemar med en stor krigshär och många tyska furstar till Gotland vid Sanctæ Mariæ Magdalenas fest och dagen efter S:t Jakobs dag stridde han med bönderna utanför stadens södra port och dödade 1800 af dem och omedelbart derefter erhöll han Visby stad genom dagtingan. Först på S:t Augustini dag återvände han, medförande den största skatt af guld och silfver, tagen från staden och landet. | „ |
| – Munk vid franciscanerklostret i Visby | |   |

Källa

## Stenkorset
En tid efter striderna restes ett stenkors på slagfältet. Stenkorset, som även kallas Valdemarskorset, är ett typiskt gotländskt ringkors med en bild av en korsfäst Kristusfigur och det bär följande inskription på latin: Anno Domini MCCCLXI feria III post Jacobi ante portas Visby in manibus Danorum ceciderunt Gutenses, hic sepulti, orate pro eis! ("I Herrens år 1361 på tredje dagen efter S:t Jacobi föllo framför Visby portar gutarna i danskarnas händer. De äro här begravna. Bedjen för dem!"). Ett liknande ringkors är det gotländska Grenskorset i Mästerby, som restes efter slaget vid Mästerby.

## Utgrävningar av slagfältet

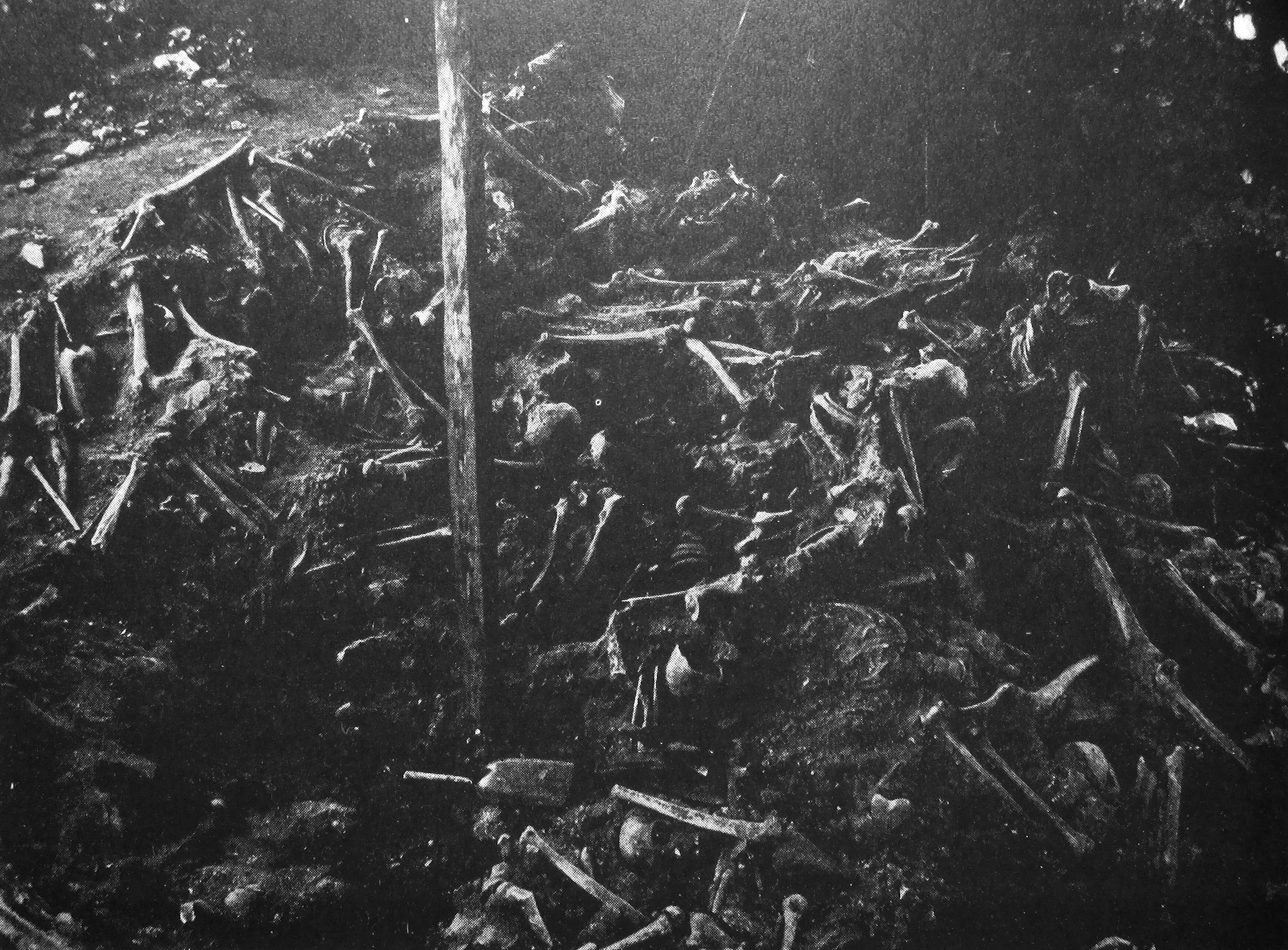
Massgrav vid korsbetningen utgrävd av arkeologen Oscar Wennersten år 1905.

Vad som särskilt uppmärksammats med slaget är de betydande utgrävningar som senare gjorts på platsen. Fynd av skelettdelar gjordes så tidigt som 1811, då man skulle uppföra ett kruthus ett stycke från stenkorset. Några av fynden sparades emellertid inte och händelsen skrevs inte heller ned. De första arkeologiska utgrävningarna påbörjades den 23 juli 1905, efter att ben påträffats under byggandet av en berså i närheten, och leddes av arkeologen Oscar Wennersten.
Så fort som undersökningarna hade  inletts så visade det sig att benen man tidigare hade påträffat kom från en cirka sju meter lång och fem meter bred massgrav.  Man upptäckte snart att de döda mer eller mindre hade kastats ned i graven huller om buller, och låg så tätt sammanpackade  att de bildade ett nästan sammanhängande benlager som var närmare en meter tjockt.  Benen var även så pass hopblandade att arkeologerna till en början inte kunde kunde skilja de olika individerna åt. Därtill fanns mängder med små förrostade järnplåtar till ett stort antal rustningar. Traditionellt ritningsarbete kunde därför inte göras. I stället tog man för första gången i Sverige i bruk lodfotografering i större skala. Hela området inrutades och varje ruta fotograferades och fotona snabbframkallades. Därefter märktes alla skelettdelar och de markerades samtidigt på fotografierna för en senare identifiering.
Konsthistorikern Erik Gustaf Folcker, som deltog i de första utgrävningarna, beskrev den uppgrävda massgraven enligt följande:
| ”                                      | I en nästan sammanhängande massa, likt gigantisk korall trängas här trehundra skelett med varandra, icke lagda sida vid sida i dödens stilla frid utan vräkta ned i den stora graven som avskräde vräktes i en grop. | „ |
| – Erik Gustaf Folcker, konsthistoriker | |   |

Källa
Fynden överfördes till Statens historiska museum, där de kom att bearbetas av Bengt Thordeman, som tillsammans med dansken Poul Nørlund.
Under sin samtid fick undersökningarna stor publicitet, både inom landet som internationellt. Till de talrika besökarna vid utgrävningarna hörde den tyske kejsaren Vilhelm II, som hade ett stort intresse för arkeologi. Enligt en skröna som senare spreds av amerikansk press skulle Wennersten försökt att varna kejsaren för det annalkande världskriget genom att påpeka: “Här ser ers majestät  krigets fruktansvärda följder. Jag hoppas att ni skall minnas det.” Under de följande 19 åren hittades ytterligare två massgravar, den första i samband med ett vägbygge öster om korset 1912, medan den andra återfanns vid Södra Hansegatan 1924.
Den största av utgrävningarna skedde 1928 som ett svenskt-danskt samarbete. Undersökningen inleddes i massgraven öster korset där man fann kvarlevor från 119 personer. Vad som var anmärkningsvärt var dock att de döda visserligen hade kastats ned som i de andra gravarna, men att ett trettiotal av kropparna låg i prydligt ordnade rader med huvudena åt väster.  En annan skillnad var att graven innehöll färre föremål än de förra och att de dödas medelålder var lägre.

### Fynden

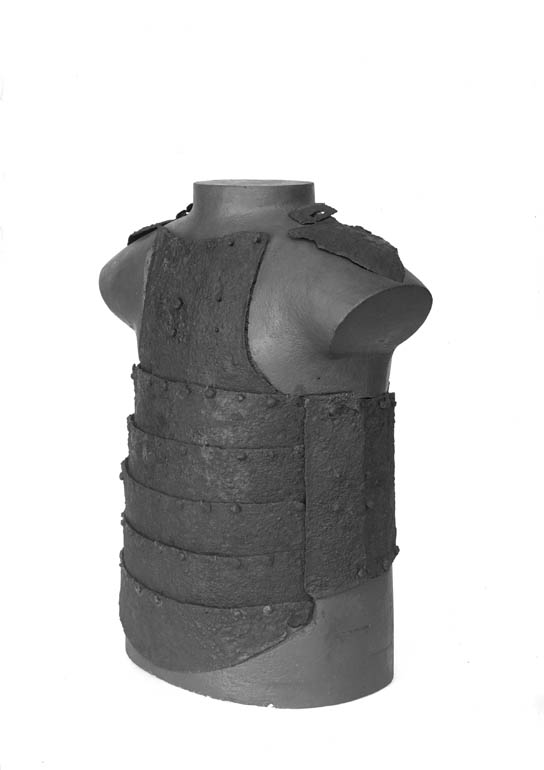
Harnesk påträffat i den massgrav som upptäcktes 1912.

Under 1900-talets utgrävningar hittades sammanlagt 1 185 döda, varav många fortfarande var iklädda de rustningar som de burit under slaget. Antalet döda verkar styrka de uppgifter som de skriftliga källorna uppgav om 2 000 stupade.
Vad som skiljer Visbyslaget från andra medeltida slagfält är det stora antalet rustningar som har påträffats under utgrävningarna. De Sammanlagda fynden som hittills gjorts (2019) innefattar bl.a. 185 ringbrynjehuvor, 25 rustningar, några skulderplåtar samt en pansarhandske. Av dessa är rustningarna fullständigt ensamma i sitt slag då är de enda kompletta 1300-talsrustningar som bevarats i Europa, och samtliga av dem är unika. En del liknar ringbrynjor medan andra är tillverkade av metallplattor eller plåtar. Det mest uppseendeväckande fyndet var en s.k. lamellrustning, en rustningstyp av asiatiskt ursprung som förekom i Norden redan under vikingatiden. Förutom ett betydligt äldre exemplar som påträffats i Birka är fynd av denna typ av rustning enbart kända från Östeuropa och Asien.
Rustningar som dessa var dyrbara föremål under 1300-talet, så varför de hade fått följa med i graven har varit svårt att tolka för forskarna. En möjlig förklaring är att värmen under högsommaren gjorde att kropparna ruttnade i snabbare takt, varför de blev allt mer obehagliga att handskas med. Detta anses även kunna förklara den stora mängden mynt som också har påträffats i gravarna. En av de döda fick exempelvis med sig en läderpung innehållande hela 385 mynt. Den lösa utrustningen såsom hjälmar och tyngre vapen verkar däremot ha avlägsnats tämligen omgående. Något som styrker denna förklaring är det tjocka lager kalk som bredes ut över de döda  innan de begravdes. De enda vapen som arkeologerna lyckades återfinna var 3 knivar och 38 pilspetsar. En del av fynden finns nu utställda i Gotlands fornsal, medan resten ligger magasinerade på Historiska museet i Stockholm.
De ytterst spröda och genomrostade järnföremålen behandlades på ett speciellt sätt: ”Smält paraffin göts försiktigt över den omsorgsfullt rengjorda ringbrynjan, och medan paraffinen ännu var varm förstärktes den med gasbindor, som genom ny övergjutning inbakades i paraffinmassan. Ifråga om mycket stora föremål, såsom ringbrynjeskjortor, blev paraffinhöljet även armerat med träribbor.”
Något som vittnar om slagets hårdhet är de omfattande skador som många av de uppgrävda  skeletten uppvisar. Flera av de döda har på olika sätt blivit lemlästade, fått skallarna krossade eller näsor och hakor borthuggna. Av de 241 kranier med motsvarande skador har drygt fjorton procent huggits i nacken, vilket tyder på att personerna i fråga har dödats liggande. Ett av skeletten har även fått båda benen avhuggna, något som antagligen gjordes för att fälla personen innan han slutligen avlivades. Omkring tio procent av de återfunna kranierna har även hål från pilar.

## Bildgalleri

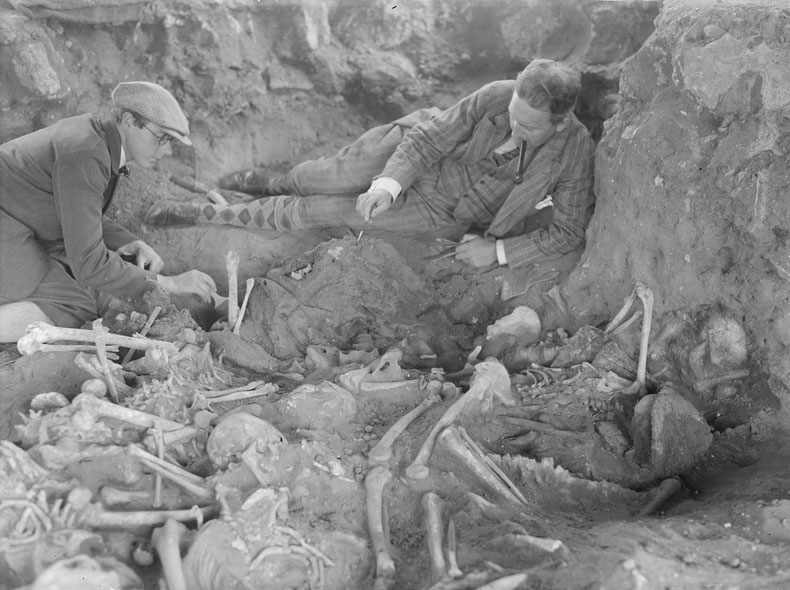
Osteologen Elias Dahr (t.h.) gräver tillsammans med den danske historikern Poul Nørlund (t.v.)  fram en pansarskjorta under 1929 års utgrävning.
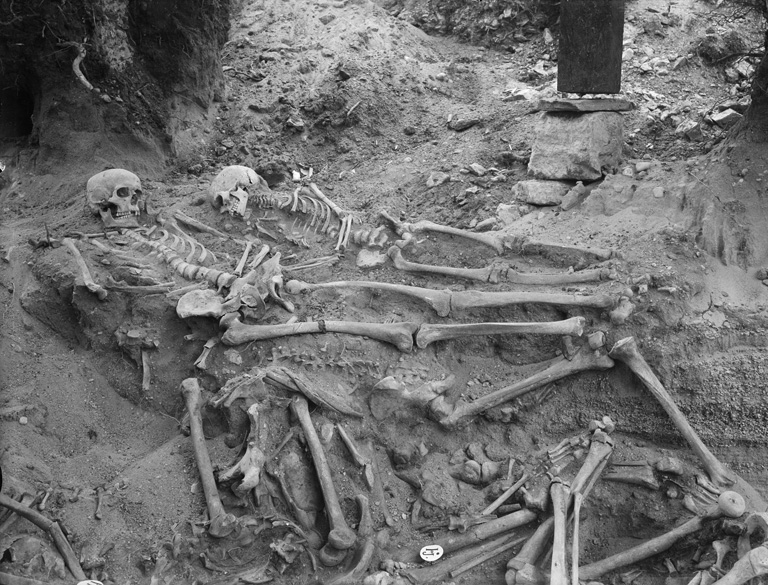
Ben massgraven som återupptäcktes 1928.
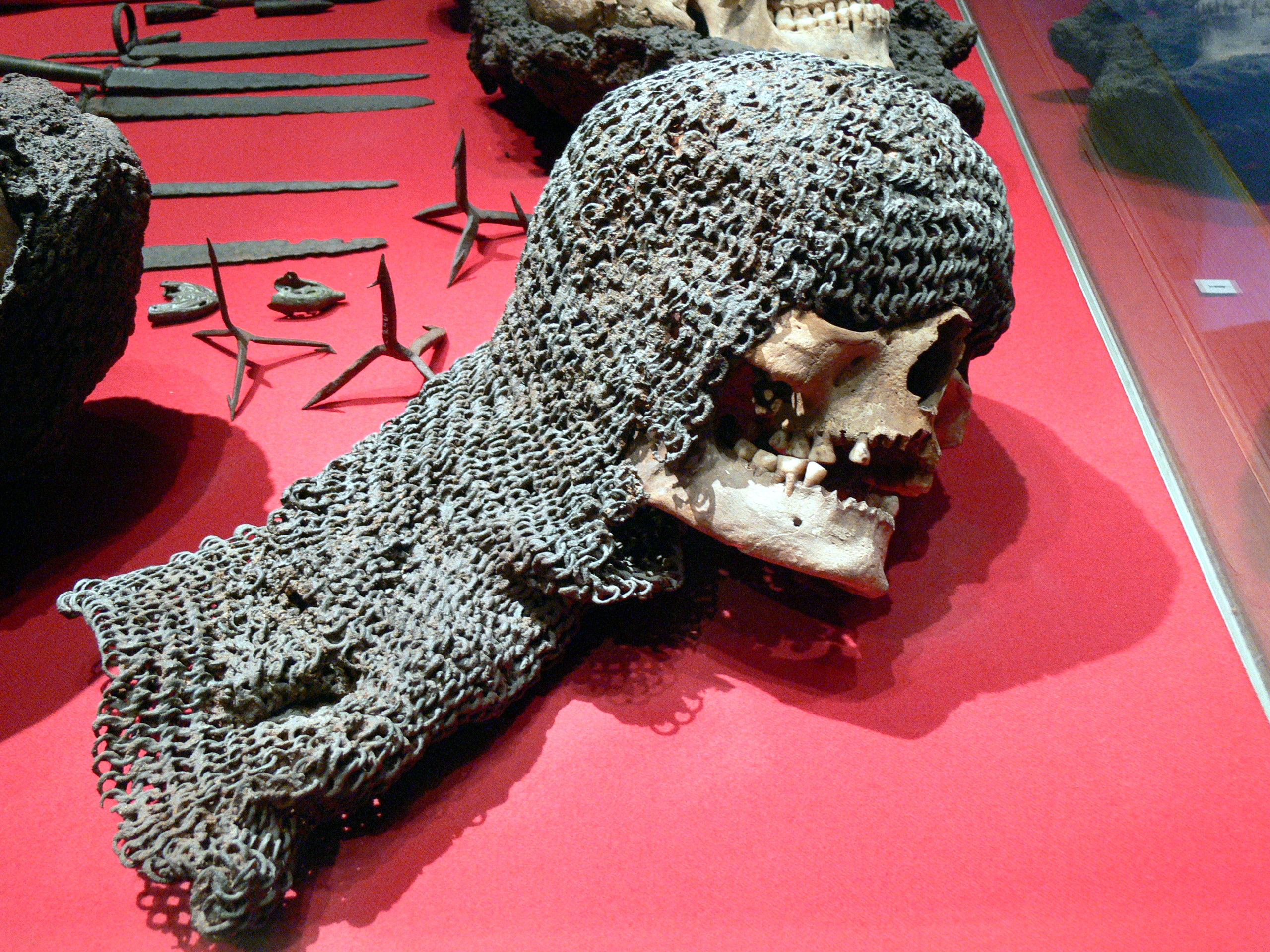
Kranium påträffat vid korsbetningen, fortfarande är klätt sin brynjehuva.
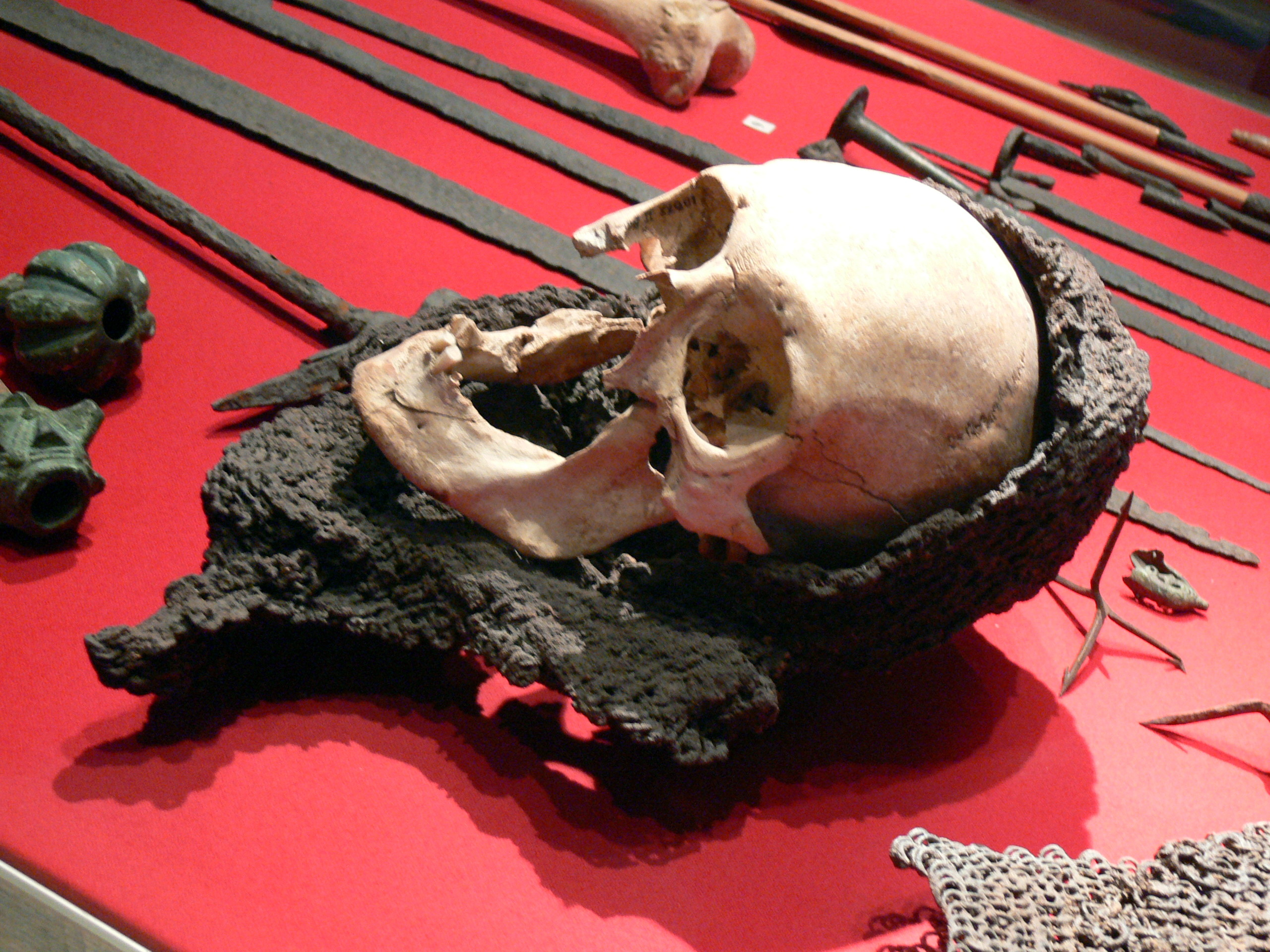
Kranium från en av de stupade, nu i Gotlands fornsal.
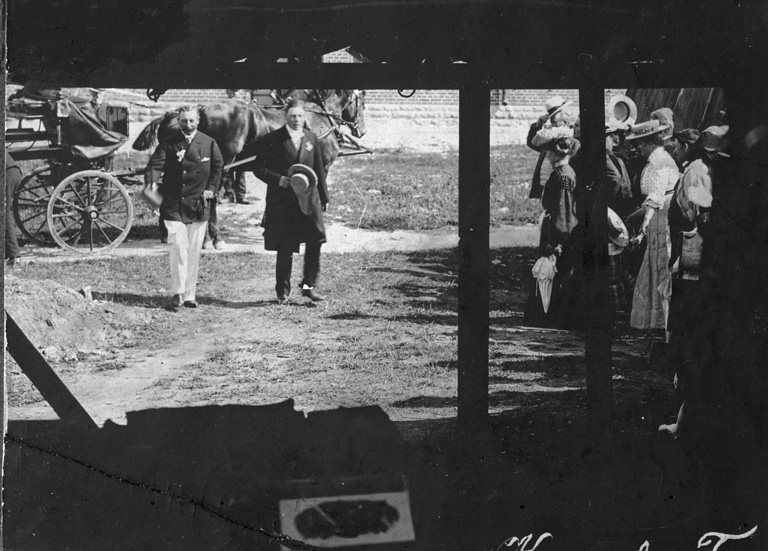
De första utgrävningarna fick stor internationell uppmärksamhet. Här besöker den tyske kejsaren Vilhelm II arbetet år 1905.